# 山岡葉子
山岡 葉子（やまおか ようこ、1947年6月12日 - 2001年12月25日）は日本の女性声優。神奈川県出身。

## 経歴
日本大学卒業。
劇団若草、劇団現代、現代制作舎、江崎プロダクション、同人舎プロダクションを経て、オフィス薫に所属していた。
2001年12月25日に死去。54歳没。

## 人物
特技は歌、中国語。趣味はバードウォッチング。

## 出演

### テレビアニメ
1972年
- モンシェリCoCo

1973年
- ど根性ガエル
- 山ねずみロッキーチャック（キッキ）

1975年
- フランダースの犬（ステファン、少年）

1978年
- 100万年地球の旅 バンダーブック
- ルパン三世 (TV第2シリーズ)

1979年
- ベルサイユのばら

1980年
- 伝説巨神イデオン（ロココ）

1981年
- 銀河旋風ブライガー（少年時代のボウィー）
- 新・ど根性ガエル

1983年
- 聖戦士ダンバイン（パットフット・ハンム）
- ミームいろいろ夢の旅（大谷大助〈代役〉）

1990年
- 美味しんぼ（馬場社長夫人）

1993年
- 勇者特急マイトガイン（モエ子）

1996年
- 勇者指令ダグオン（クイーンザゴス）

### 劇場アニメ
1972年
- パンダコパンダ（ダイ[8]）

1979年
- ルパン三世 カリオストロの城[9]

1993年
- 蒼い記憶 満蒙開拓と少年たち（中国人の女A）

### 吹き替え

#### 映画
- カリブの嵐（アリス）※フジテレビ版
- スプラッシュ ※フジテレビ版
- レオン ※オリジナル版

#### ドラマ
- 頑固じいさん孫3人（キャロル）
- 刑事コジャック
- 私立探偵ハリー
- 対決スペルバインダー
- 天才少年ドギー・ハウザー
- 特捜班CI-5
- Dr.マーク・スローン
- ピケット・フェンス
- ヒューストン・ナイツ
- ベイウォッチ
- 名探偵ポワロ
- ヤングライダーズ（フロント）

### テレビドラマ
- パパと呼ばないで 第30話「愛してるよ」（1973年、NTV / ユニオン映画） - 米屋の客